# 朱克敬
朱克敬（1792年—1887年），又名亦轩，字香孙（香荪），晚号瞑庵，又名餐霞翁、牛应之和铁尉，甘肃皋兰县人，晚清时期文学家:34:75。

## 生平
朱克敏之弟。早年家貧，流寓云贵。咸丰末年，捐官为湖南省龙山县典史。因诽议时政被参劾，后因盲去职。湖南巡抚刘崐聘请朱克敬，与罗汝怀、郭嵩焘等修撰《湖南省志》。1871年后，寓居长沙，直到逝世:34。晚年虽生活清苦，但关心时局，一生著述甚丰:75。
他与郭嵩焘、刘熙载、陈宝箴、王闿运等人有交往。1894年，朱克敬刊印《挹秀山房丛书》，收录所撰《鹧言内篇》、《鹧言外篇》、《鹧言杂录》和《浮湘诸学录》各一卷；《儒林琐记》（三卷附一卷）、《瞑庵杂识》（四卷）、《瞑庵二识》（二卷）、《雨窗消夏录》甲部（四卷）、《晦鸣录》（二卷）、《柔远新书》（四卷）、《瞑庵诗录》、《瞑庵学诗》和《瞑庵丛稿》各一卷，共计十三种。另外，编撰《历代边事汇钞》（十二卷）、《国朝边事续钞》（八卷）和《湘军志》等:75。

## 备注
1. ↑  王公望相关文章中[1]:34[2]:75，出生年份不详，逝世于1890年。
2. ↑  王公望相关文章中[1]:34[2]:75，为“香荪”。